# Chanthaburi
Chanthaburi (thai: จันทบุรี) är en thailändsk provins (changwat). Den ligger i den östra delen av Thailand. Provinsen hade år 2002 506 011 invånare på en areal av 6 338 km². Provinshuvudstaden är Chanthaburi.

## Administrativ indelning
Provinsen är indelad 10 distrikt (amphoe). Distrikten är i sin tur indelade i 76 subdistrikt (tambon) och 690 byar (muban).